# Sivo mesto
»Sivo mesto« je pesem slovenske pevke Tatjane Mihelj.
Izšla je 31. januarja leta 2019 v pretočni obliki pri založbi Dallas Records.

## O pesmi
Pesem je napisana v duhu Slovenske popevke.
Glasbo, besedilo in priredbo zanjo je napisal Alex Volasko.
Saksofon na posnetku igra Jani Šepetavec, fotografijo na naslovnici pa je posnela Jasmina Lozar Povše.
V sivo mesto se vrne pomlad.— Tatjana Mihelj v zaključku pesmi

## Seznam posnetkov
| Št.             | Naslov          | Pisec           | Dolžina |
| --------------- | --------------- | --------------- | ------- |
| 1.              | „Sivo mesto‟    | A. Volasko      | 3:07    |
| Skupna dolžina: | Skupna dolžina: | Skupna dolžina: | 3:07    |

## Odziv
Pesem »Sivo mesto« je bila »pesem in pol« Radia Koper.